# Агин, Михаил Суренович
Михаи́л Суре́нович Аги́н (Агикя́н, род. 1948) — музыкант, преподаватель, председатель вокально-методической секции Российской общественной академии голоса, Заслуженный деятель искусств Российской Федерации, Заслуженный работник культуры РФ, кандидат педагогических наук, профессор РАМ им. Гнесиных, ответственный секретарь Совета по вокальному искусству при Министерстве культуры РФ. Неоднократно был председателем, членом жюри и членом оргкомитета ряда Всероссийских и Международных конкурсов и фестивалей. Вице-президент Международной ассоциации «Искусство XXI века». Автор научных трудов по вокальному искусству.

## Образование
Начальное музыкальное образование получил по классу фортепиано в музыкальной школе и по классу сольного пения в Батумском музыкальном училище, которое окончил с отличием. Три года был студентом музыкально-педагогического факультета Таганрогского педагогического института. Высшее образование получил на вокальном факультете в Ростовской государственной консерватории им. С. В. Рахманинова (класс А. П. Беляевой). Окончил очную аспирантуру ГМПИ (РАМ) им. Гнесиных (руководитель — доктор искусствоведения, профессор Л. Б. Дмитриев), защитил диссертацию и получил учёную степень кандидата педагогических наук. В период обучения работал солистом-вокалистом ряда филармоний, лауреат I премии конкурса молодых музыкантов-исполнителей.

## Педагогическая деятельность
С 1980 года преподавал в Государственном заочном педагогическом институте (ныне Московский государственный гуманитарный университет имени М. А. Шолохова), несколько лет заведовал вокальным отделением этого заведения. Тогда же стал работать в ГМПИ (РАМ) им. Гнесиных), с 1984 — в штате академии на кафедре сольного пения. В течение шести лет работал профессором-консультантом на кафедре сольного пения в Нижегородской государственной консерватории им. М. И. Глинки, вёл класс сольного пения и проводил мастер-классы в Сеульской консерватории. С 2011 года — заведующий кафедрой сольного пения РАМ им. Гнесиных. 
Преподаваемые дисциплины: «Изучение концертного репертуара», «История вокального искусства», «Методика научно-исследовательской работы», «Научно-исследовательская работа», «Основы вокальной методики», «Основы научных исследований», «Преддипломная практика», «Совершенствование исполнительского мастерства», «Сольное пение».
Заслуженный работник высшей школы Российской Федерации.

## Научные труды
Михаил Суренович Агин является автором нескольких десятков опубликованных работ (книги, статья, программы, учебные пособия, нотные сборники и т. д.), в том числе «Вокально-энциклопедического словаря» в 5-ти томах (в 1996 году газета «Музыкальное обозрение» признала его лучшей книгой года в мире музыки), монографий «Вокальная школа Российской академии музыки им. Гнесиных» (2004.) и «Мастера вокального искусства» (2010), методического пособия «Вокальная репертуарная энциклопедия» в 2-х томах (2008). Является автором-составителем и редактором многих научно-методических сборников.